# Campeonato Europeo de Remo de 1960
El L Campeonato Europeo de Remo se celebró en Londres (Reino Unido) en 1960 bajo la organización de la Federación Internacional de Sociedades de Remo (FISA).
En total se disputaron cinco pruebas diferentes, todas ellas en la categoría femenina.

## Medallero
| Núm. | País           | Oro | Plata | Bronce | Total |
| ---- | -------------- | --- | ----- | ------ | ----- |
| 1    | URSS           | 3   | 1     | 0      | 4     |
| 2    | RDA            | 1   | 1     | 1      | 3     |
| 3    | Hungría        | 1   | 0     | 1      | 2     |
| 4    | Rumania        | 0   | 2     | 2      | 4     |
| 5    | Checoslovaquia | 0   | 1     | 0      | 1     |
| 6    | Austria        | 0   | 0     | 1      | 1     |
|      | TOTAL          | 5   | 5     | 5      | 15    |